# Brachylomia asiatica
Brachylomia asiatica là một loài bướm đêm trong họ Noctuidae.